# Malediwy na Letnich Igrzyskach Olimpijskich Młodzieży 2010
Malediwy na Letnich Igrzyskach Olimpijskich Młodzieży w Singapurze w 2010 reprezentowało 4 sportowców w 3 dyscyplinach.

## Skład kadry

### Lekkoatletyka
- Mohamed Sameeh

### Badminton
- Aishath Afnaan Rasheed

### Pływanie
- Izudhaadh Ahmed
  - 50m st. dowolnym chłopców - DSQ
- Aminath Shajan
  - 50m st. dowolnym dziewcząt - 56 miejsce (32.81)
  - 100m st. dowolnym dziewcząt - 54 miejsce (1:15.25)